# Каменный Яр (Астраханская область)
Ка́менный Яр (тат. Ташлы Яр) — село в Черноярском районе Астраханской области, административный центр Каменноярского сельсовета.
В Каменном Яру родилась и жила на рубеже XIX—XX веков первая татарская поэтесса Газиза Самитова.

## География
Расположено на противоположном от города Знаменск и полигона Капустин Яр правом берегу реки Волги.

## История

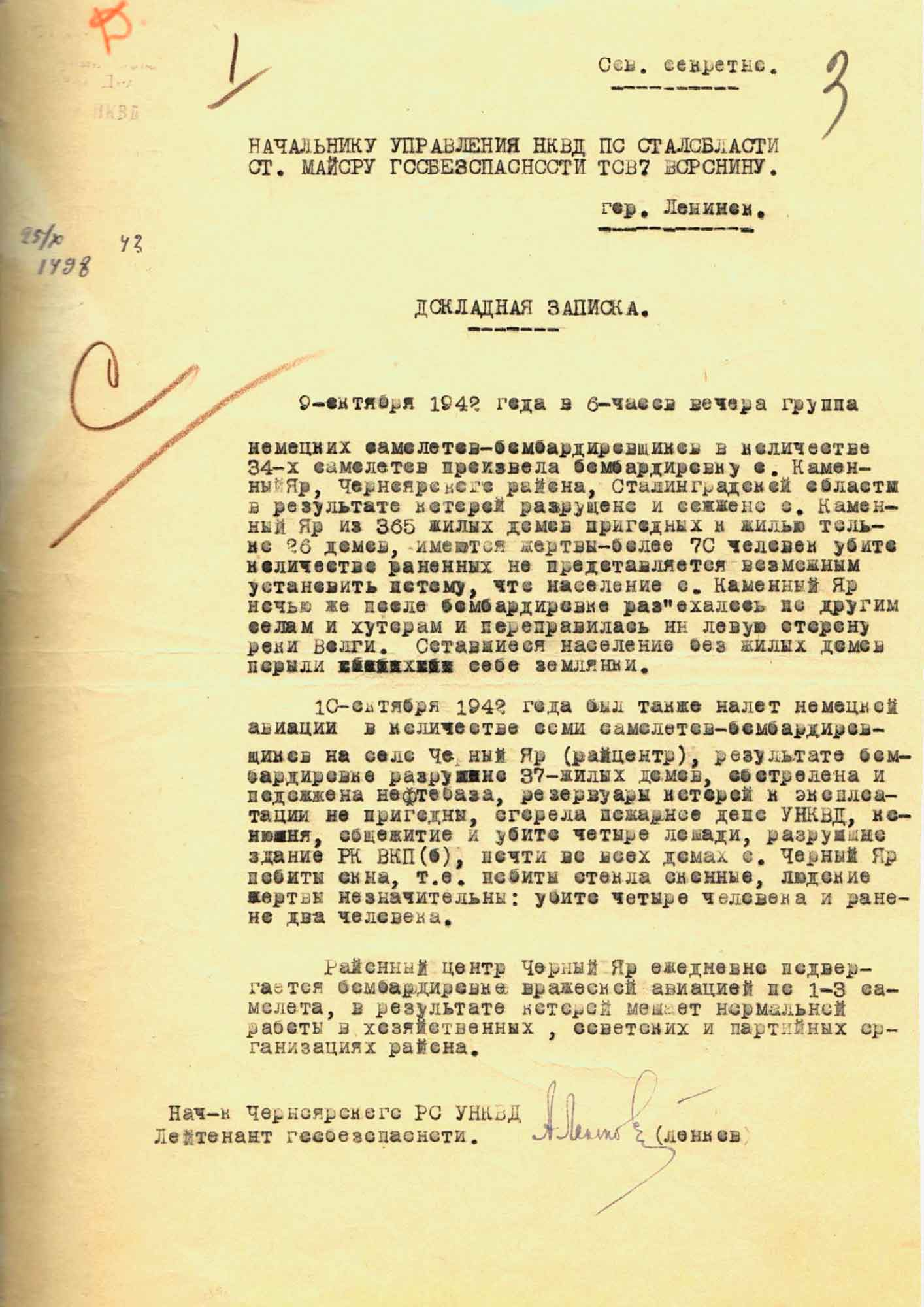
Докладная записка начальника районного отделения НКВД о налётах авиации на Черноярский район во время Сталинградской битвы. 9 сентября 1942 года налёту подвергался и Каменный Яр.

Село Каменный Яр (татарское название Ташлы Яр) является крупным селом в стороне от московского тракта, на берегу Волги. В 1750 году основано чувашами-«государственными крестьянами» (в дальнейшем они либо перебрались на другой берег в село Сасыколи, либо слились с татарами). С 1780 года село пополнилось новыми переселенцами — казанскими татарами в основном Буинского и Тетюшского уездов Казанской губернии и мордвой из Симбирской и Пензенской губерний. В 1788 году часть татарских жителей Каменного Яра основала в низовьях на другом, Линейном, тракте село Линейное нынешнего Наримановского района, а другая — в 20-х годах XX века перебралась на плотах и лодках в село Ново-Булгары Икрянинского района. В начале и к середине XIX века в село влилось немало русского населения крестьян-однодворцев из Тамбовской и Воронежской губерний как и малоросов(украинцев) впоследствии ассимилировавшихся как и мордва в состав русской части сельчан. Прибытие иных поселенцев а то и групп и даже медленная ротация(замена) населения продолжается и сейчас в начале XXI века(хотя в основном потомки первопоселенцев составляют ещё большинство в селе), но в основном наблюдается уменьшение и сильное старение среднего возраста сельчан.

## Население
| 2002 | 2010 | 2014 | 2015 |
| ---- | ---- | ---- | ---- |
| 1102 | ↘988 | ↘932 | ↘923 |

## Известные жители
- Газиза Самитова — первая поэтесса татарского народа.
- Аблязов Фахрутдин Рахматгалиевич - Герой Советского Союза в ВОВ.￼
- Бундин, Павел Леонтьевич  (27.06.1923 - 12.09.2002) —  кавалер ордена Славы трёх степеней[4].

## Инфраструктура
В селе действует посвященный Газизе Самитовой музей;
Средняя Общеобразовательная Школа;
Детский Сад;
Почтовое отделение (индекс:416246);
Отделение Сбербанка;
Дом Культуры;
Несколько магазинов;
Турбаза;
Мусульманская мечеть;
Православный молельный дом.